# 射线设计局
射线设计局（烏克蘭語：Державне Київське конструкторське бюро «Луч»）是位于乌克兰基辅的一所设计局，是乌克兰国防工业零部件的主要开发商。
设计局成立于1965年，最初开发导弹和鱼雷的自动控制和诊断系统，名称“射线”（Луч）来自“逻辑控制组件”（Логически управляемая часть）的首字母缩写。1991年乌克兰独立后，划归乌克兰国防部管辖，之后被列入乌克兰禁止私有化企业清单。2020年，射线设计局的总收入为1.742亿格里夫纳，相当于662万美元。

## 产品
截至2022年，根据公司网站的信息，目前的产品有：
- 反坦克武器系统（Antitank Weapons Systems）：包括SKIF便携式反坦克系统，BAR'ER车载反坦克系统，BAR'ER-V直升机载反坦克系统，RK-3「海盗船」便携式反坦克系统，便携式RPG发射器，SARMAT车载战斗模块，“护身符”（AMULET）通用反坦克战斗模块[7]，BAR'ER-S车载反坦克系统（用于现代化版9P149风暴-S坦克歼击车）
- 反坦克导弹：斯图格纳-P反坦克导弹[8]，90mm、105mm、115mm的炮射反坦克导弹[9]，BMP-3步兵戰車用反坦克制导导弹，120mm“KONUS”炮射反坦克导弹，125mm“KOMBAT”炮射反坦克导弹
- 零部件、军事模拟和训练系统
- 空射武器系统：制导航空炸弹，无制导直升机火箭弹，制导空空导弹，制导直升机反坦克导弹
- 海基制导武器系统：BAR'ER-VK海基制导武器系统，ARBALET-K海基短程防空导弹系统
- 其他：升级版S-125涅瓦河导弹系统，STRILA-10 LUCH短程防空导弹系统，赤杨多管火箭炮，海王星陆基反舰巡航导弹[10]，CORAL火箭，Sokil-300无人机